# Leon van der Torre

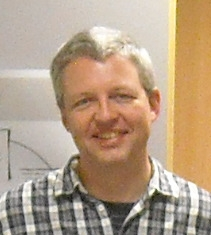
Leon van der Torre

Leendert (Leon) Willem Nicolaas van der Torre (* 18. März 1968 in Rotterdam, Niederlande) ist Informatik-Professor an der Universität Luxemburg und Leiter der Forschungsgruppe Individual and Collective Reasoning (ICR) in der Forschungseinheit Computer Science and Communications (CSC). Van der Torre forscht in deontischer Logik und Multiagentensystemen und Gründer des CSC Robotic research laboratory. Seit März 2016 ist er Leiter der Forschungseinheit Computer Science and Communication.

## Biographie
Leon van der Torre hat Informatik an der Erasmus-Universität Rotterdam in der Fakultät für Wirtschaftswissenschaften studiert. Nach seinem Master-Abschluss im Jahr 1992 hat er 1997 in Informatik bei Yao-Hua Tan promoviert. Seine Dissertation handelt von der Anwendung deontischer Logik in der Informatik sowie vom Bezug zwischen deontischer Logik und nichtmonotoner Logik. Seine Hauptforschungsthemen sind Logiken für Künstliche Intelligenz und Informatik.
Nach Stellen am Max-Planck-Institut für Informatik in Saarbrücken, am CNRS-IRIT in Toulouse, am CWI Amsterdam und an der Freien Universität Amsterdam ist van der Torre im Januar 2006 Professor für Intelligente Systeme an der Universität Luxemburg geworden. Derzeit ist er zudem Leiter des Forschungsbereichs Computer Science and Communication de Universität Luxemburg. Bis März 2012 haben 12 Doktoranden unter seiner Betreuung promoviert, und 10 seiner ehemaligen wissenschaftlichen Mitarbeiter haben permanente Stellen in der Forschung oder universitären Lehre.

## Forschung
Nach Forschung zur qualitativen Entscheidungstheorie, hat sich van der Torre der Kognitionstheorie und der Agententheorie zugewandt. Er hat mit Kollegen von der Freien Universität Amsterdam die BOID-Agenten-Architektur entwickelt, zusammen mit David Makinson das Forschungsgebiet der Input/Output-Logiken und zusammen mit Guido Boella den spieltheoretischen Ansatz zu normativen Multiagentensystemen geschaffen. Er hat die wissenschaftlichen Workshops CoOrg, ROLES und NORMAS ins Leben gerufen. 2015 ist er zum ECCAI-Fellow ernannt worden.
Des Weiteren ist van der Torre für deontische Logik verantwortlicher Redakteur des Journal of Logic and Computation, sowie Redaktionsmitglied des Logic Journal of the IGPL und des IfCoLog Journal of Logics and their Applications, Leiter des Lenkungskreises der wissenschaftlichen Konferenz DEON, Mitglied des Lenkungskreises von CLIMA sowie Herausgeber der Handbücher zu deontischer Logik und normativen Systemen.

## Persönliches
Seit 2000 ist Leon van der Torre mit der Künstlerin Egberdien van der Torre - van der Peijl verheiratet, mit der er zwei Söhne hat.